# Зідан Банжакі
Зідан Банжакі (порт. Zidane Banjaqui, нар. 15 грудня 1998, Лісабон) — футболіст Гвінеї-Бісау, півзахисник клубу «Фейренсі».

## Клубна кар'єра
Народився 15 грудня 1998 року в місті Лісабон.
У дорослому футболі дебютував 2017 року виступами за команду «Бенфіка Б», у якій того року взяв участь в одному матчі чемпіонату. 
Своєю грою за цю команду привернув увагу представників тренерського штабу клубу «Мірандела», до складу якого приєднався на умовах оренди 2017 року. 
У 2019 році уклав контракт з клубом «Авеш», у складі якого провів наступний рік своєї кар'єри гравця.  Граючи у складі «Авеша» також здебільшого виходив на поле в основному складі команди.
З 2020 року один сезон захищав кольори клубу «Белененсеш САД Б». 
Згодом з 2021 по 2023 рік грав у складі команд «Каза Піа» та «Мафра».
До складу клубу «Фейренсі» приєднався 2023 року. Станом на 14 січня 2024 року відіграв за клуб з Фейри 12 матчів у національному чемпіонаті.

## Виступи за збірну
У 2022 році дебютував в офіційних матчах у складі національної збірної Гвінеї-Бісау.
У складі збірної — учасник Кубка африканських націй 2023 року у Кот-д'Івуарі.